# Rådet for International Konfliktløsning
Rådet for International Konfliktløsning (RIKO) er en dansk udenrigspolitisk tænketank, der har som overordnet formål at bidrage til et velinformeret beslutningsgrundlag for dansk udenrigspolitik, samt at styrke en reel demokratisk dialog herom. Desuden bidrager RIKO med ikke-militære løsninger på internationale konflikter.
RIKO blev stiftet i 2009 som en uafhængig, non-profit, non-governmental organisation. Formålet er at fastholde den tradition i dansk udenrigspolitik, der advokerer for et aktivt bidrag i Danmark til løsninger på internationale problemer og konflikter i overensstemmelse med FN’s principper og folkeretten. Disse bør være klart retningsgivende for dansk og europæisk sikkerheds- og udenrigspolitik. RIKO er tilhænger af robuste danske militære bidrag til internationale FN-styrker, når de deltager i operationer, som reelt, ikke kun formelt, styres af FN’s Sikkerhedsråd.

## Rådet
RIKOs arbejde for - og veje til - konfliktløsning udføres af Rådet. Dette er en gruppe, der er sammensat af konfliktløsnings og udenrigspolitiske interessenter. Rådet konstitueres således af højtuddannede akademikere fra varierende discipliner, kritiske debattører og anerkendte journalister, tidligere regeringsansatte med stor praktisk erfaring samt engagerede unge kandidater fra de danske universiteter. Tilsammen udgør disse et råd med en bred viden om - og forståelse af - verdens konflikter samt Danmarks rolle heri. RIKO arbejder med en kombination af ekspertbaserede analyser, formuleringer af praktisk policy samt anbefalinger til konfliktløsningmidler i krisesituationer.

## Bestyrelsen
Det daglige arbejde i RIKO varetages af en bestyrelse og i perioder en praktikant. Bestyrelsen vælges årligt af Rådet i henhold til RIKO’s vedtægter. Udover at varetage det daglige organisatoriske arbejde supplerer Bestyrelsen Rådet som øjne og ører for forestående konflikter. Dette medfører jævnligt udtalelser og beretninger fra Bestyrelsen som en aktiv del i at mobilisere en effektiv indsats fra Danmarks politikere.

## Grundlag
Dansk udenrigspolitik har siden Den Kolde Krigs afslutning udviklet sig i en retning, hvor anvendelsen af militær magt fylder for meget - især demonstreret med deltagelsen i krigene i Irak og Afghanistan. Uden større offentlig debat er der sket en gradvis militarisering af dansk udenrigspolitik, som ikke gavner hverken danske udenrigspolitiske og sikkerhedspolitiske interesser eller løsningen af de internationale konflikter, Danmark deltager i.
RIKO ønsker i stedet en tilbagevenden til den danske udenrigspolitiske tradition for først og fremmest at optræde som formidler og mægler mellem parterne i internationale konflikter. Forankret i FN, NATO, det nordiske samarbejde og i den europæiske integration var det tidligere et internationalt kendemærke for Danmark gennem proaktivt – aktivistisk – diplomati at søge dialog, udveksling og andre ikke-militære konfliktløsningsmetoder. Dette bør igen blive de mest fremtrædende elementer i Danmarks udenrigspolitiske adfærd og ledetråden for den danske holdning i NATO, FN, EU, med videre. 

## Ekstern henvisning
- RIKOs hjemmeside